# Équipe cycliste Automoto
 (septembre 2016).
Automoto est une équipe cycliste professionnelle française créée en 1910 et sponsorisée par la marque de motos et de bicyclettes Automoto. Elle disparaît définitivement à l'issue de la saison 1952.
L'équipe compta notamment dans ses rangs les frères Francis Pélissier et Henri Pélissier.

## Principaux résultats

### Bilan sur les grands tours
- Tour de France
  - Victoires d'étapes 
    - 4 étapes en 1926 (Gustave Van Slembrouck, Joseph Van Dam)